# 거나
거나(Gunna, 본명: 세르지오 지반니 키친스, Sergio Giavanni Kitchens, 1993년 6월 14일 ~ )는 미국의 랩퍼, 가수 및 작곡가이다. 영 서그의 YSL 레코드 및 300 엔터테인먼트와 계약을 맺었다. 거나는 처음에 2018년 믹스테이프 "Drip Season 3"로 명성을 얻었다. 그해 말, 릴 베이비와 함께 Drip Harder 믹스테이프를 발매하여 빌보드 핫 100에서 4위에 도달한 싱글 "Drip Too Hard"를 탄생시켰고 결국 다이아몬드 인증을 획득했다. 미국 음반 산업 협회(RIAA)의 인증을 받았다.
거나는 2019년 데뷔 스튜디오 앨범인 "Drip or Drown 2"를 발매했고, 2020년에는 두 번째 스튜디오 앨범 "Wunna"로 이어져 빌보드 200 정상에 데뷔했다. 빌보드 핫 100에서 6위를 기록했으며 전 세계 여러 차트에서 1위를 차지했다. 세 번째 앨범 DS4Ever는 2022년에 발매되어 그의 두 번째 연속 1위 앨범이 되었다.
2022년 5월 11일, 거나는 YSL 갱단에 대한 56건의 RICO 기소에서 영 서그의 공모자 혐의로 이틀 만에 체포되었다. 2022년 12월 14일, 거나는 유죄 판결을 받고 감옥에서 풀려났다. 발매 5개월 만에 네 번째 앨범 A Gift & a Curse(2023)를 발매했다.

## 음반
- Drip or Drown 2 (2019)
- Wunna (2020)
- DS4Ever (2022)
- A Gift & a Curse (2023)